# Evander Kane
Evander Frank Kane (Vancouver, 2 agosto 1991) è un hockeista su ghiaccio canadese, di ruolo ala sinistra, attualmente in forze agli Edmonton Oilers, squadra della National Hockey League.